# Șimon, Brașov
Șimon este un sat în comuna Bran din județul Brașov, Transilvania, România. Satul se află în partea sud-vestică a comunei, de-a lungul râului Șimon, un afluent al râului Turcu. Trasee turistice montane duc din zona superioară a satului către vârful Omu din Munții Bucegi.

## Monumente
- Biserica Cuvioasa Paraschiva din Șimon